# Acrocephalus brevipennis

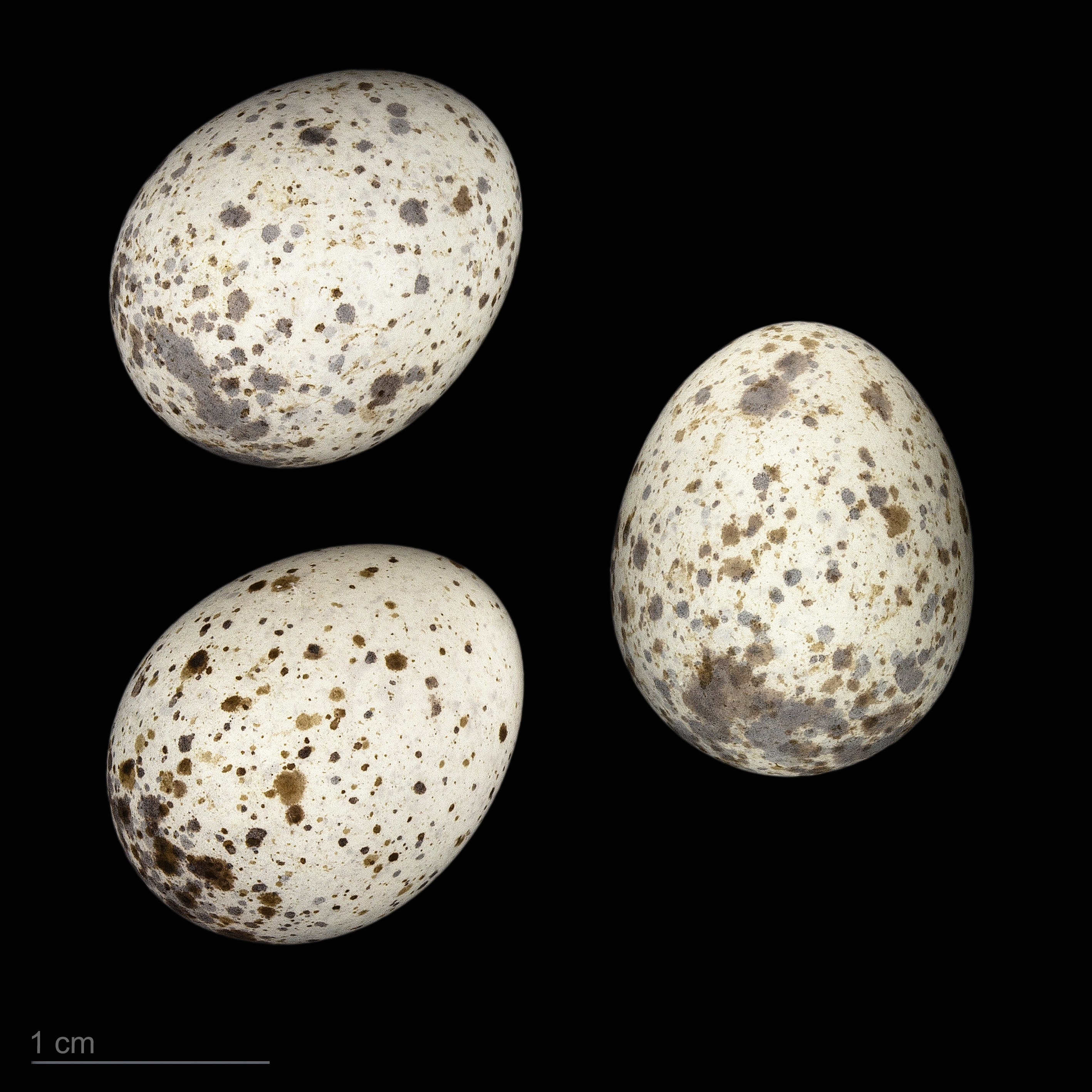
Acrocephalus brevipennis - MHNT

El carricero de Cabo Verde (Acrocephalus brevipennis) es una especie de ave paseriforme de la familia Sylviidae endémica de las islas Cabo Verde.

## Distribución geográfica yhábitat
Es endémica de la isla de Santiago, la de São Nicolau y Fogo (antes también en Brava). Habita solo las zonas con buena cobertura vegetal, evitando otras áreas.

## Estado de conservación
Se encuentra amenazada de extinción por la pérdida de su hábitat natural.